# Serie 2 (DBU Jylland)
 For alternative betydninger, se Serie 2. (Se også artikler, som begynder med Serie 2)
Serie 2 (JBU) er den syvendebedste fodboldrække (en blandt flere) i Danmarksturneringen.
Det er den tredjebedste fodboldrække for herrer administreret af lokalunionen Jydsk Boldspil-Union (JBU). Serien består af i alt 96 hold, opdelt i 12 puljer med hver 8 hold. Fodboldrækkens turnering følger kalenderåret med start i foråret og afslutning i efteråret. De bedstplacerede hold rykker op i Serie 1 (JBU).
| Fodbold | Spire Denne artikel om en fodboldturnering er en spire som bør udbygges. Du er velkommen til at hjælpe Wikipedia ved at udvide den. |